# Heteroderis pusilla
 Heteroderis pusilla   (Boiss.) Boiss., 1875 è una specie di pianta angiosperma dicotiledone della famiglia delle Asteraceae. Heteroderis pusilla è anche l'unica specie del genere Heteroderis  Boiss., 1875.

## Etimologia
Il nome scientifico della specie è stato definito dal botanico Pierre Edmond Boissier (1810-1885) nella pubblicazione " Flora Orientalis sive enumeratio plantarum in Oriente a Graecia et Aegypto ad Indiae" ( Fl. Orient. [Boissier] 3: 794 ) del 1875. Il nome scientifico del genere è stato definito nella stessa pubblicazione.

## Descrizione
Habitus. Heteroderis pusilla è una pianta annuale non molto alta (massimo 40 cm) con abbondante latice amaro.
Fusto. Gli scapi fiorali sono eretti, ascendenti, cavi e afilli; possono originare direttamente dal rizoma. In alcuni casi i fusti sono ramificati e frondosi. La pubescenza è del tipo aracnoide-pelosa o tomentosa per peli setolosi. Le radici in genere sono di tipo fittonante.
Foglie. Le foglie formano delle rosette radicali con lamine intere o con margini sinuato-dentati. Le foglie lungo il caule sono disposte in modo alterno e spesso sono abbraccianti il caule stesso (sessili o amplessicauli); sono indivise.
Infiorescenza. L'infiorescenza è composta da uno a tre capolini terminali e sui rami laterali. I capolini, solamente di tipo ligulifloro, sono formati da un involucro composto da diverse brattee (o squame) all'interno delle quali un ricettacolo fa da base ai fiori ligulati. L'involucro ha una forma cilindrica ed è formato da due serie di brattee coriaceo-erbacee con pubescenza aracnoide-pelosa e con margini scariosi. Solitamente le due serie di brattee non sono uguali: la serie interna (con 8 brattee) è eretta, con forme lineari lanceolate, mentre quella esterna (con 5 brattee) è patente con forme da ovate a lanceolate; raramente le brattee sono connate alla base. Il ricettacolo è piatto e nudo (senza pagliette a protezione della base dei fiori). Dimensioni dell'involucro: larghezza 3 – 5 mm; lunghezza 8 – 13 mm.
Fiori. I fiori, numerosi e tutti ligulati, sono tetra-ciclici (ossia sono presenti 4 verticilli: calice – corolla – androceo – gineceo) e pentameri (ogni verticillo ha in genere 5 elementi). I fiori sono ermafroditi, fertili e zigomorfi.
- Formula fiorale:

*/x K {\displaystyle \infty }, [C (5), A (5)], G 2 (infero), achenio
- Calice: i sepali del calice sono ridotti ad una coroncina di squame.
- Corolla: le corolle sono formate da una ligula terminante con 5 denti; il colore in genere è giallo; la superficie è pubescente per peli eretti e cortissimi.
- Androceo: gli stami sono 5 con filamenti liberi e distinti, mentre le antere sono saldate in un manicotto (o tubo) circondante lo stilo.[12] Le antere alla base sono prive di codette. Il polline è tricolporato.[13]
- Gineceo: lo stilo è filiforme. Gli stigmi dello stilo sono due divergenti e ricurvi con la superficie stigmatica posizionata internamente (vicino alla base).[14] L'ovario è infero uniloculare formato da 2 carpelli.

Frutti. I frutti sono degli acheni con pappo. Gli acheni sono dimorfi: quegli esterni hanno 5 - 6 coste, sono senza becco e pappo e sono rinchiusi nelle brattee dell'involucro di tipo stellato; gli acheni interni sono caduchi e si differenziano nella forma del corpo (la superficie può essere trasversalmente tubercolata) ed hanno un lungo becco e un pappo. Il pappo è setoloso (setole scabre/barbate).

## Biologia
- Impollinazione: l'impollinazione avviene tramite insetti (impollinazione entomogama tramite farfalle diurne e notturne).
- Riproduzione: la fecondazione avviene fondamentalmente tramite l'impollinazione dei fiori (vedi sopra).
- Dispersione: i semi (gli acheni) cadendo a terra sono successivamente dispersi soprattutto da insetti tipo formiche (disseminazione mirmecoria). In questo tipo di piante avviene anche un altro tipo di dispersione: zoocoria. Infatti gli uncini delle brattee dell'involucro si agganciano ai peli degli animali di passaggio disperdendo così anche su lunghe distanze i semi della pianta.

## Distribuzione e habitat
La specie Heteroderis pusilla si trova più o meno in Asia centrale (Afghanistan, Egitto, Iran, Iraq, Kazakhstan, Kirghizistan, Pakistan, Arabia Saudita, Tagikistan, Turkmenistan e Uzbekistan).

## Tassonomia
La famiglia di appartenenza di questa voce (Asteraceae o Compositae, nomen conservandum) probabilmente originaria del Sud America, è la più numerosa del mondo vegetale, comprende oltre 23.000 specie distribuite su 1.535 generi, oppure 22.750 specie e 1.530 generi secondo altre fonti (una delle checklist più aggiornata elenca fino a 1.679 generi). La famiglia attualmente (2021) è divisa in 16 sottofamiglie.

### Filogenesi
Il genere di questa voce appartiene alla sottotribù Crepidinae della tribù Cichorieae (unica tribù della sottofamiglia Cichorioideae). In base ai dati filogenetici la sottofamiglia Cichorioideae è il terz'ultimo gruppo che si è separato dal nucleo delle Asteraceae (gli ultimi due sono Corymbioideae e Asteroideae). La sottotribù Crepidinae fa parte del "quarto" clade della tribù; in questo clade è in posizione "centrale" vicina alle sottotribù Chondrillinae e Hypochaeridinae.
I caratteri più distintivi per questa sottotribù (e quindi per i suoi generi) sono:
- in queste piante non sono presenti i peli piccoli, morbidi e ramificati;
- le brattee involucrali sono disposte in due serie ineguali;
- i capolini contengono molti fiori;
- le setole del pappo non sono fragili;
- gli acheni alla base sono poco compressi.

La sottotribù è divisa in due gruppi principali uno a predominanza asiatica e l'altro di origine mediterranea/euroasiatica. Da un punto di vista filogenetico, all'interno della sottotribù, sono stati individuati 5 subcladi. Il genere di questa voce appartiene al subclade denominato "Garhadiolus-Heteracia clade". Questo subclade, nell'ambito della sottotribù, occupa una posizione vicina al "core" della sottotribù ed è inserito in una politomia formata dai subcladi Ixeris-Ixeridium-Taraxacum e Dubyaea-Nabalus-Soroseris-Syncalathium. Il clade comprende cinque generi piccoli o monotipici: Garhadiolus, Heteracia, Heteroderis, Lagoseriopsis e Acanthocephalus.
Nel clade Garhadiolus-Heteracia il genere Acanthocephalus è in posizione "basale" seguito dal genere Garhadiolus. Il "core" è formato dai tre rimanenti generi, tra cui Heteroderis, in posizione politomia. [La precedente configurazione filogenetica è basata sull'analisi di alcune particolari regioni (nrITS) del DNA; analisi su altre regioni (DNA del plastidio) possono dare dei risultati lievemente diversi.]
I caratteri distintivi per la specie del genere di questa voce sono:
- gli acheni sono dimorfi;
- acheni esterni: hanno 5 - 6 coste, sono senza becco e pappo e sono rinchiusi nelle brattee dell'involucro di tipo stellato;
- acheni interni: sono caduchi e si differenziano nella forma del corpo (la superficie può essere trasversalmente tubercolata) ed hanno un lungo becco e un pappo.

Il numero cromosomico della specie è: 2n = 6 (specie diploidi).

### Sinonimi
Sono elencati alcuni sinonimi per questa entità:
- Barkhausia chaetocephala Bunge
- Barkhausia leucocephala  Bunge
- Barkhausia melanocephala  Bunge
- Chondrilla pusilla  Boiss.
- Crepis aegyptiaca  (Schweinf.) Täckh. & Boulos
- Crepis stocksiana  Aitch. & Hemsl.
- Heteroderis aegyptiaca  Schweinf.
- Heteroderis leucocephala  (Bunge) Leonova
- Heteroderis pusilla var. gymnocephala  Rech.f.
- Heteroderis pusilla var. khorassanica  Nasseh
- Heteroderis pusilla var. leucocephala  (Bunge) Rech.f.
- Heteroderis stocksiana  Boiss.